# 切岸

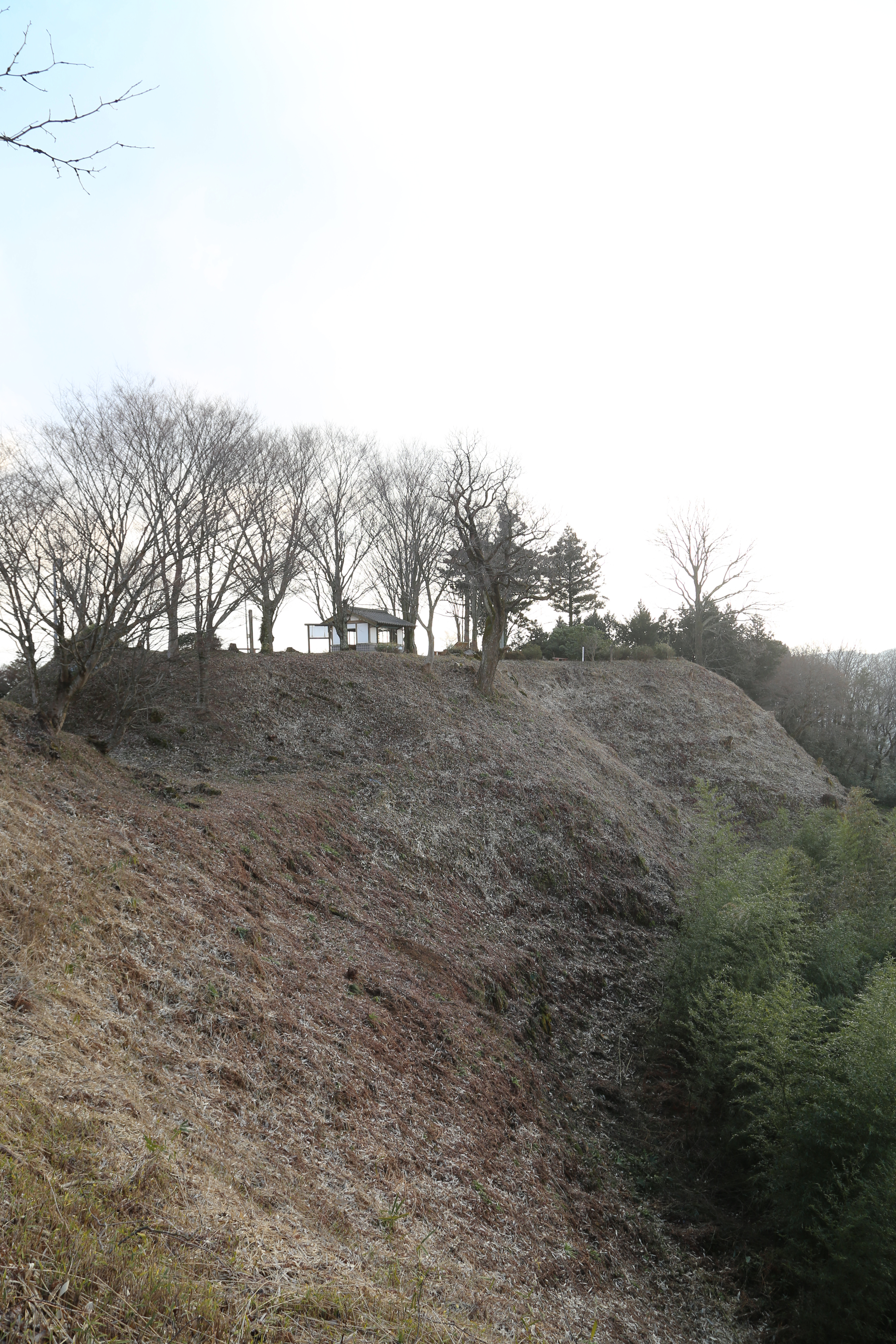
三沢城本丸北側の切岸（島根県仁多郡奥出雲町）

切岸（きりぎし）とは、斜面を削って人工的な急傾斜の断崖とし、斜面下からの敵の侵入を防ぐために造られた防御施設の一つである。日本では鎌倉時代から戦国時代にかけての城、特に山城で多く造られた。

## 概要
角度が（目標とする切岸よりも）ゆるい斜面を削って切岸にした場合、削った土は上の曲輪に上げることもあるが、多くの場合は下に捨てられる。切岸の高さが上部の曲輪から一定になるように削ると、必然的に腰曲輪ができる。削った土は、腰曲輪の拡幅に用いられることも多い。
なお、神奈川県鎌倉市周囲の丘陵斜面にみられる「お猿畠の大切岸」（鎌倉市～逗子市境の名越切通付近）などの断崖は、北条氏が三浦氏の侵入に備えて鎌倉防衛のために造った大規模切岸ではないかとも言われていた。この説は『玉葉』にみえる「鎌倉城」の記述や『吾妻鏡』にみえる鎌倉を「要害」とする記述を根拠に、中世鎌倉は全域が城郭と捉えられていた、とする考えに基づくが、批判的な見解もあり、また2002年（平成14年）に行われた逗子市による発掘調査では14世紀～15世紀代に建物の基礎や道路等に使用したとみられる石材の石切場と確認されため、切岸説に疑問が付されている。